# Łęka-Kolonia
Łęka-Kolonia – wieś w Polsce położona w województwie łódzkim, w powiecie łęczyckim, w gminie Łęczyca.
W latach 1975–1998 miejscowość administracyjnie należała do województwa płockiego. Według Narodowego Powszechnego Spisu Ludności i Mieszkań przeprowadzonego w 2011 roku liczba mieszkańców wsi wynosiła 90.